# Vince McMahon
Vincent Kennedy McMahon Jr. (Pinehurst, Carolina del Nord, 24 d'agost 1945) és un promotor estatunidenc de lluita lliure professional i productor cinematogràfic. Juntament amb la seva dona Linda, és cofundador de la WWE en l'era moderna, la companyia de lluita lliure professional més gran del món.

## A la lluita
- Moviments finals
  - McMahon's Pedigree (Pedigree)
  - McMahon's Stunner (Stunner)
- Música d'entrada al ring
  - "No Chance In Hell" de Jim Johnston (1998-1999, 1999-actualitat)